# Metroweb
Metroweb S.p.A. (originariamente Citytel S.r.l.), nota anche come Metroweb Milano, è stata una società italiana che operava nel settore delle telecomunicazioni.
Metroweb era nota per il cablaggio in fibra ottica. Storicamente ha cablato Milano, consentendo i servizi FTTH di Fastweb e un'ampia offerta di fibra spenta a operatori e aziende di ogni genere.
Dal 2013 l'offerta FTTH su infrastruttura Metroweb fu ampliata ad altri operatori quali Vodafone e Wind.
Gli operatori usano una rete GPON affittando la "monofibra" Metrobit, una fibra singola di tipo monomodale che consente il full-duplex a velocità gigabit.
Nel 2017 si è fusa in Enel Open Fiber.

## Storia
La società nasce il 12 dicembre 1997 come Citytel per volontà di AEM con un investimento di 200 milioni di lire per realizzare e gestire reti di telecomunicazioni a banda larga.
Nel 1999 e.Biscom acquisisce il 33% di Metroweb che nel 2003 sarà ceduto nuovamente ad AEM. Nello stesso anno la società diventa Metroweb.
Nel 2006 il fondo Stirling Square Capital Partners e alcuni manager dell'azienda hanno rilevato il 76,5% di Metroweb da AEM pagando 232 milioni di euro.
Nel 2011 il fondo Stirling Square Capital Partners e A2A cedono a F2i e a IMI Investimenti (Intesa Sanpaolo) le proprie quote azionarie (rispettivamente 12,5% e 87,5%) di Metroweb per 436 milioni di euro.
Nel giugno 2012 Fondo Strategico Italiano (90% Cassa Depositi e Prestiti, 10% Fintecna) entra in F2i Reti TLC con il 46,2% attraverso un aumento di capitale pari a 200 milioni di euro.
Nel giugno del 2012 F2i Reti TLC ha costituito Metrobit (controllata al 100%), con l’obiettivo di completare la rete in fibra ottica della città di Milano attraverso la realizzazione delle tratte verticali, dalla base degli edifici alle singole unità abitative.
Nel settembre 2012 IMI Investimenti ha ceduto la sua quota del 12,5% di F2i Reti TLC a F2i per 20 milioni di euro.
Nell’ottobre del 2012 si è poi finalizzata l’acquisizione del 85% di Saster Net, poi divenuta Metroweb Genova, società che possiede e gestisce una rete in fibra ottica nella città di Genova, con oltre 230 km di infrastrutture civili e 365 km di cavi.
A fine dicembre 2012 FSI, controllato da CDP, ha fatto il suo ingresso nel capitale di F2i Reti TLC per una quota pari al 46,2%.
L'assetto era:
- F2i - 53,8%
  - Cassa Depositi e Prestiti - 14,3%
    - Ministero dell'Economia e delle Finanze - 70%
- Fondo Strategico Italiano - 46.2%
  - Cassa Depositi e Prestiti - 90%
    - Ministero dell'Economia e delle Finanze - 70%

  - Fintecna - 10%
    - Ministero dell'Economia e delle Finanze - 100%

Il 25 maggio 2016 la Cassa Depositi e Prestiti ha accettato l'offerta di Enel di rilevare l'intera partecipazione in Metroweb Italia, detenuta per il 46,2% da Cassa Depositi e Prestiti e per il restante 53,8% da F2i, che prevede un corrispettivo pari a 806 milioni di euro di cui una parte pagata in contanti e un'altra tramite una partecipazione azionaria nella società risultante dalla fusione tra Enel Open Fiber e Metroweb.
Il gruppo Metroweb è stato fuso in Enel Open Fiber.

## Struttura societaria
La struttura societaria del gruppo Metroweb era la seguente:
- Metroweb Italia S.p.A.
  - Metroweb S.p.A. (89,4%; 10,6% di proprietà di Fastweb S.p.A.)
  - Metroweb Genova S.p.A. (85%; 15% di proprietà del Comune di Genova)
  - Metroweb Sviluppo S.r.l. (100%)
  - F2i Metrobit S.r.l. (100%)

## Dati
L'attività di Metroweb si è principalmente sviluppata in Lombardia, infatti nell'area metropolitana di Milano gestisce la rete in fibra ottica più vasta d'Europa, 7254 km di cavi pari a 324000 km di fibre ottiche coprendo un'area con oltre 2,7 milioni di abitanti: tale infrastruttura viene poi affittata agli operatori e ai fornitori di servizi Internet (Fastweb in particolare rappresentava, nel 2012, l'80% dei ricavi societari) che nel 2011 hanno garantito ricavi per 56 milioni di euro.